# Llac Atter
El llac Atter (en alemany: Attersee) és un llac situat en el districte de Vöcklabruck, al sud-est de l'estat de l'Alta Àustria, a Àustria. És el tercer llac més gran del país, només superat pel llac de Constança i el llac Neusiedl, tot i que aquests dos llacs tenen part de la seva superfície fora de territori austríac, mentre que el llac Atter es troba completament dins de les seves fronteres.
Les principals localitats a la vora d'aquest llac són: Seewalchen, Schörfling, Weyregg, Steinbach, Unterach, Nußdorf i Attersee.
El llac descarrega en el riu Ager que és un afluent per l'esquerra del riu Traun, que, alhora, és un afluent per la dreta del Danubi.

## Galeria

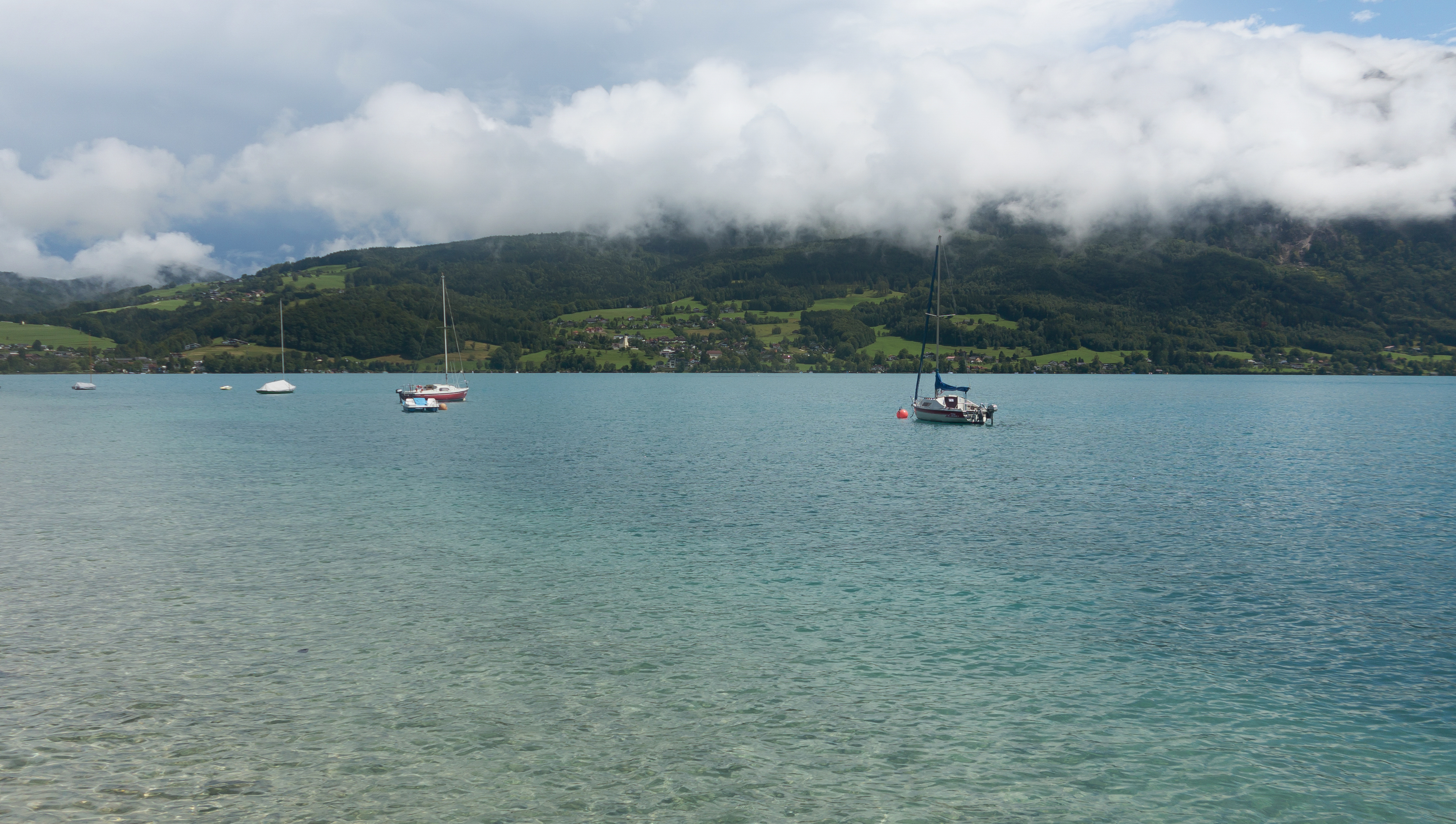
El llac Attersee des de Misling
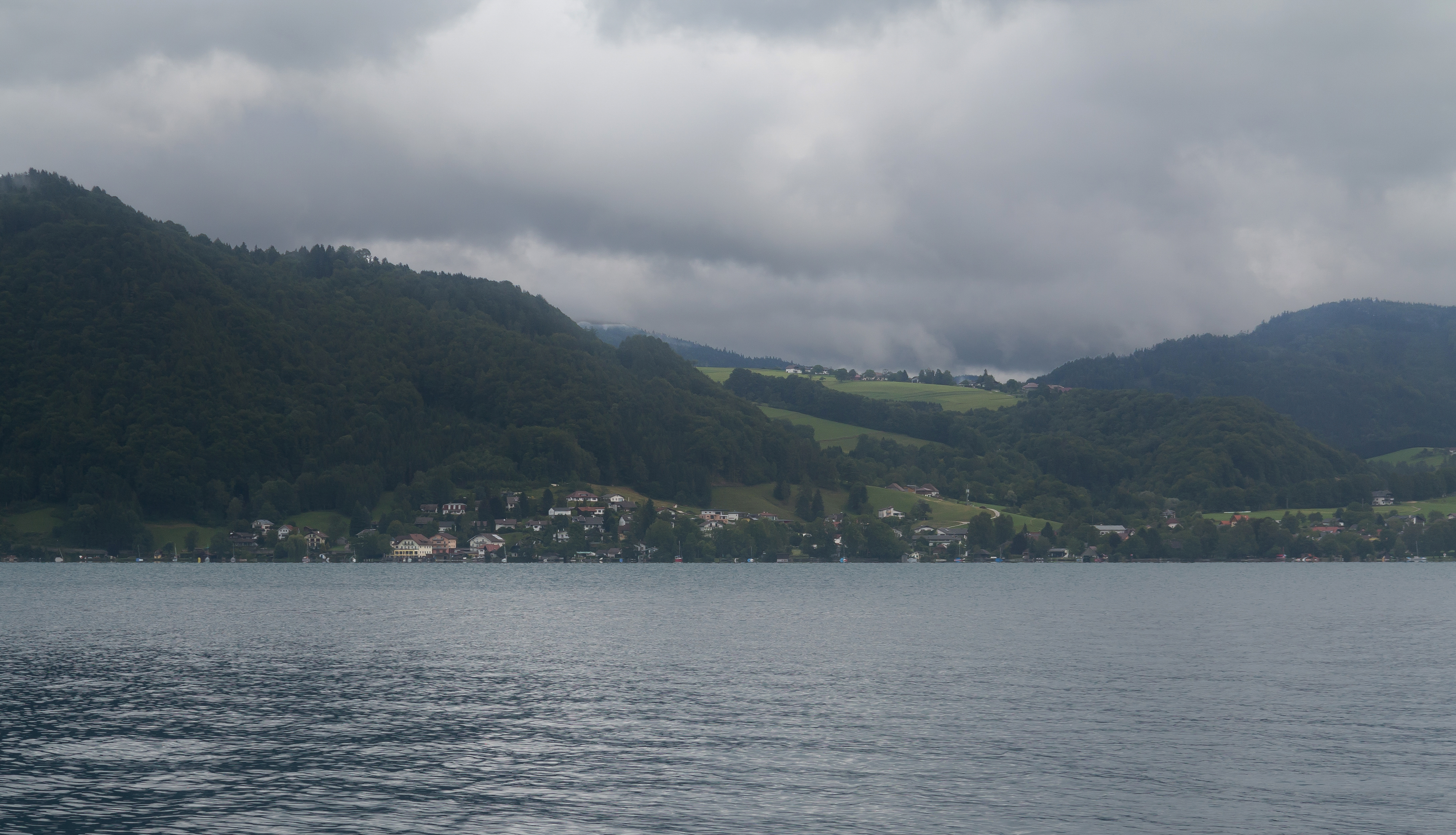
Vista del poble Weyregg des de l'Attersee
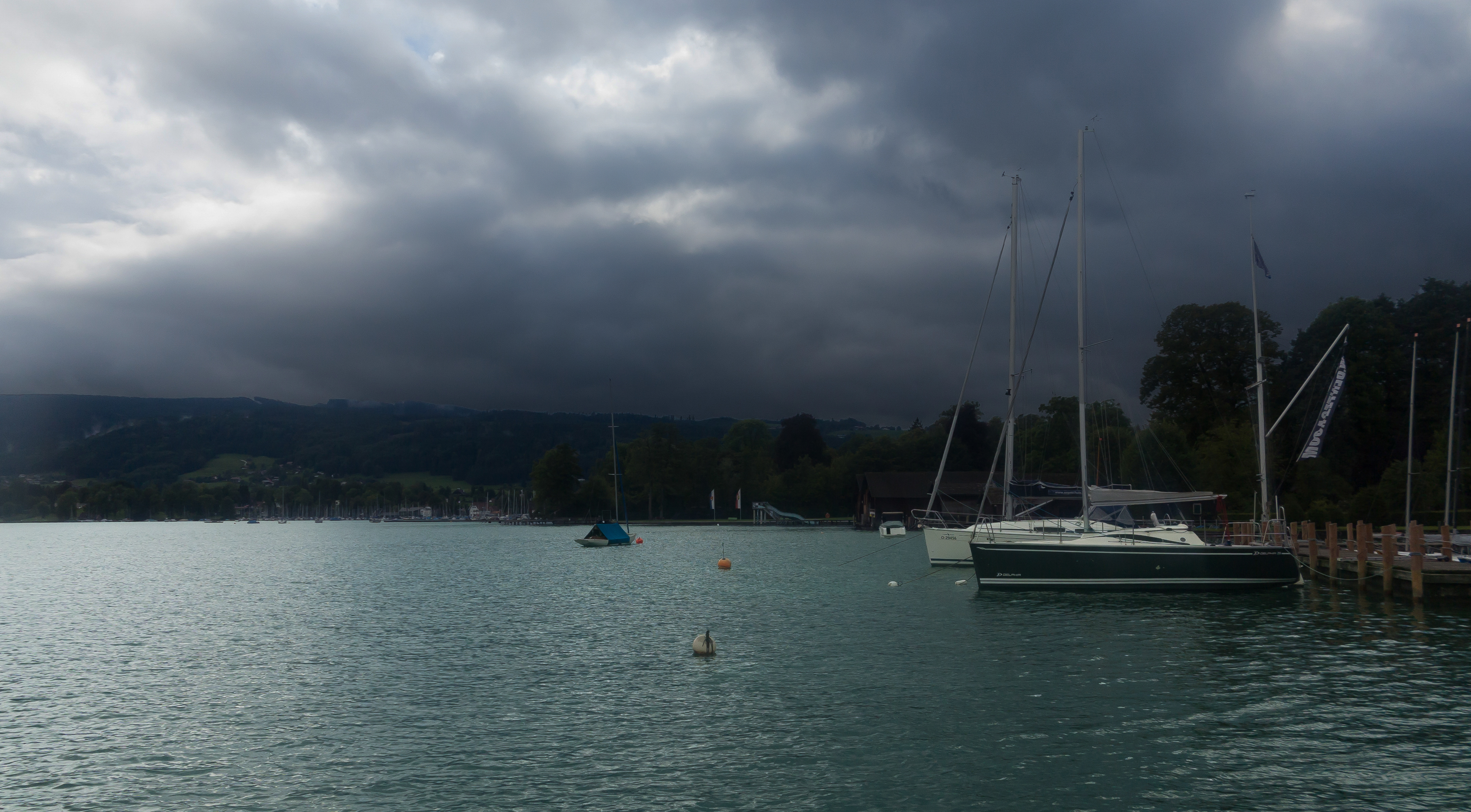
El port esportiu a Attersee
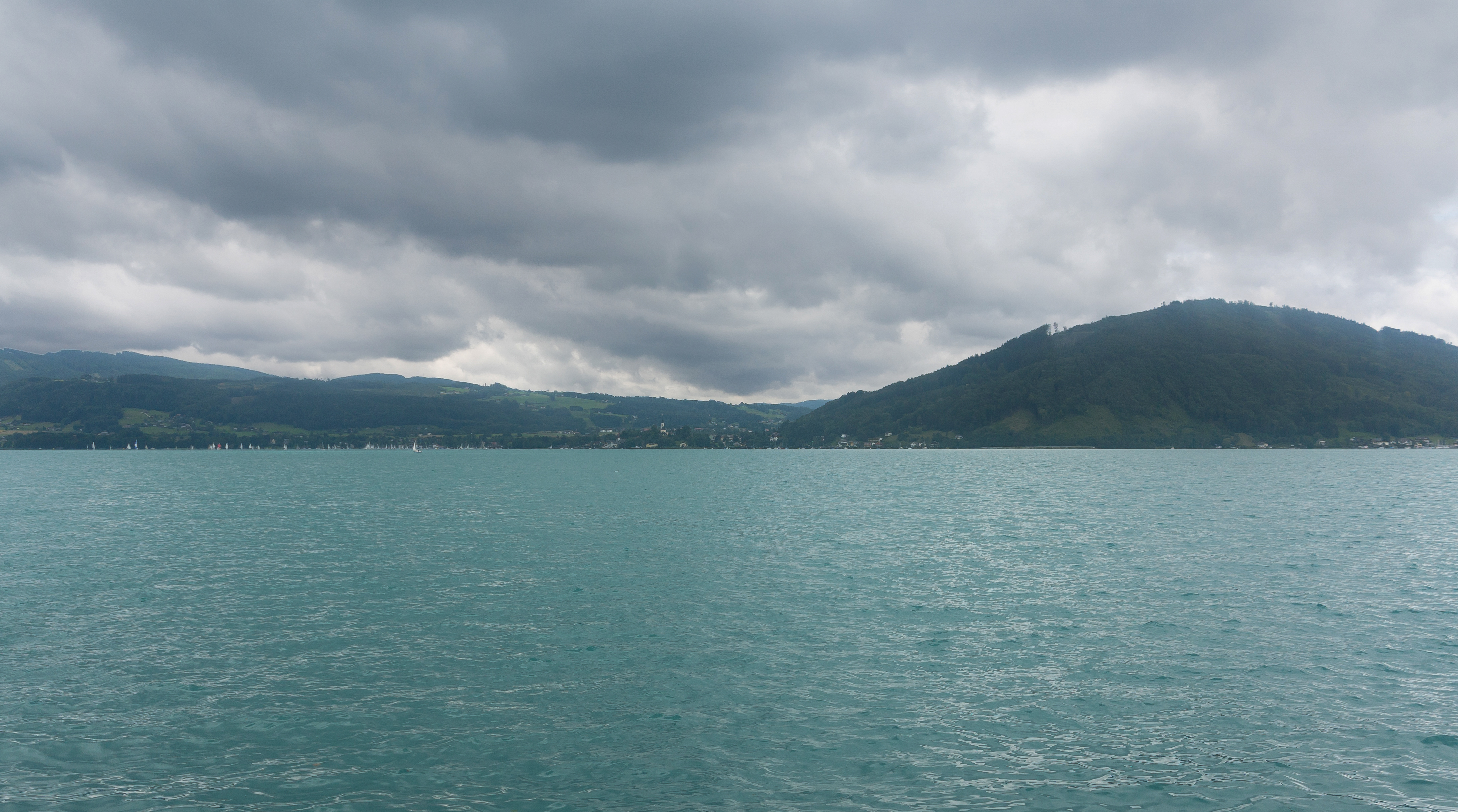
Kammer am Attersee des d'Unterbuchberg
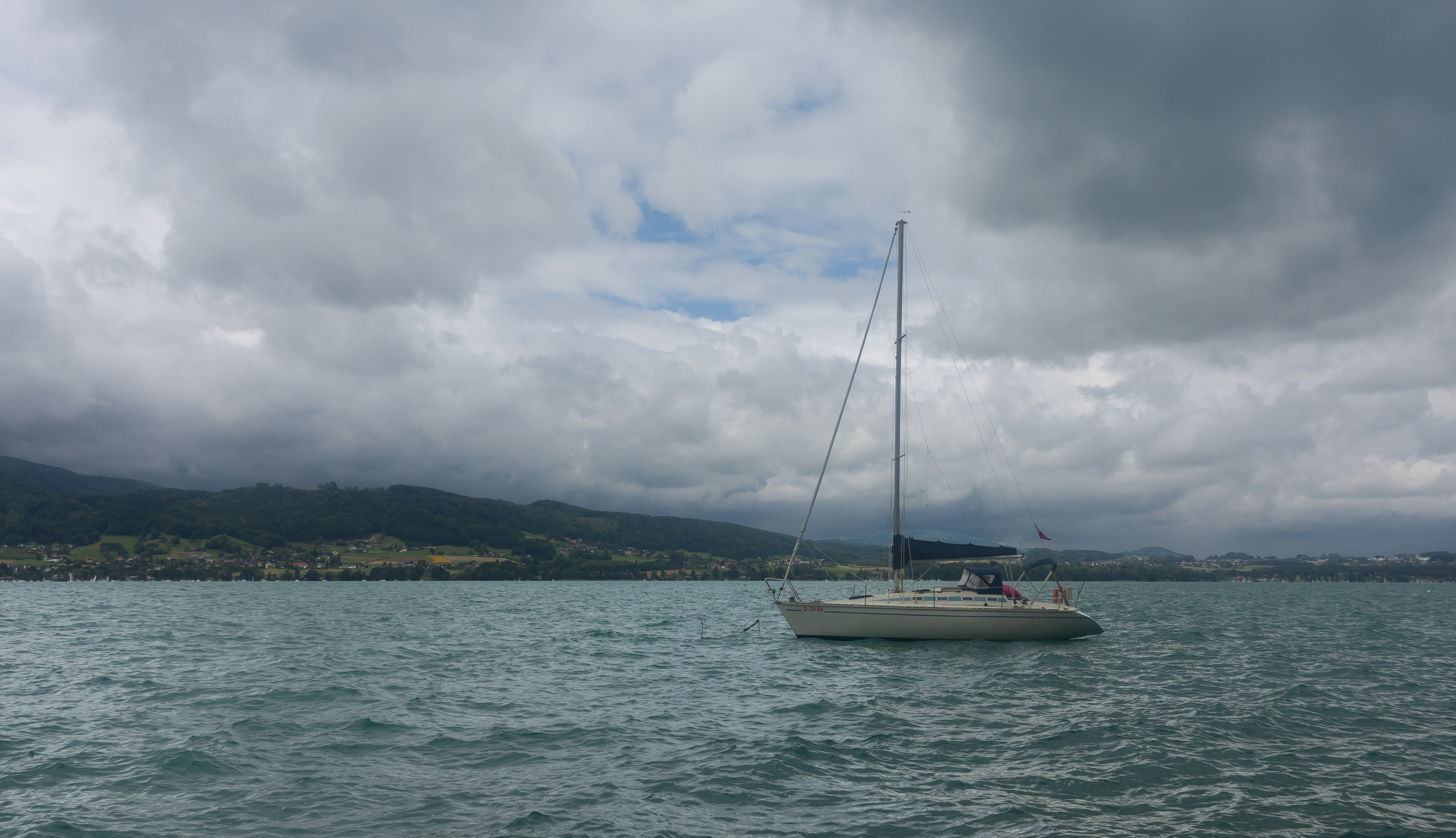
El llac Attersee des de Weyregg am Attersee
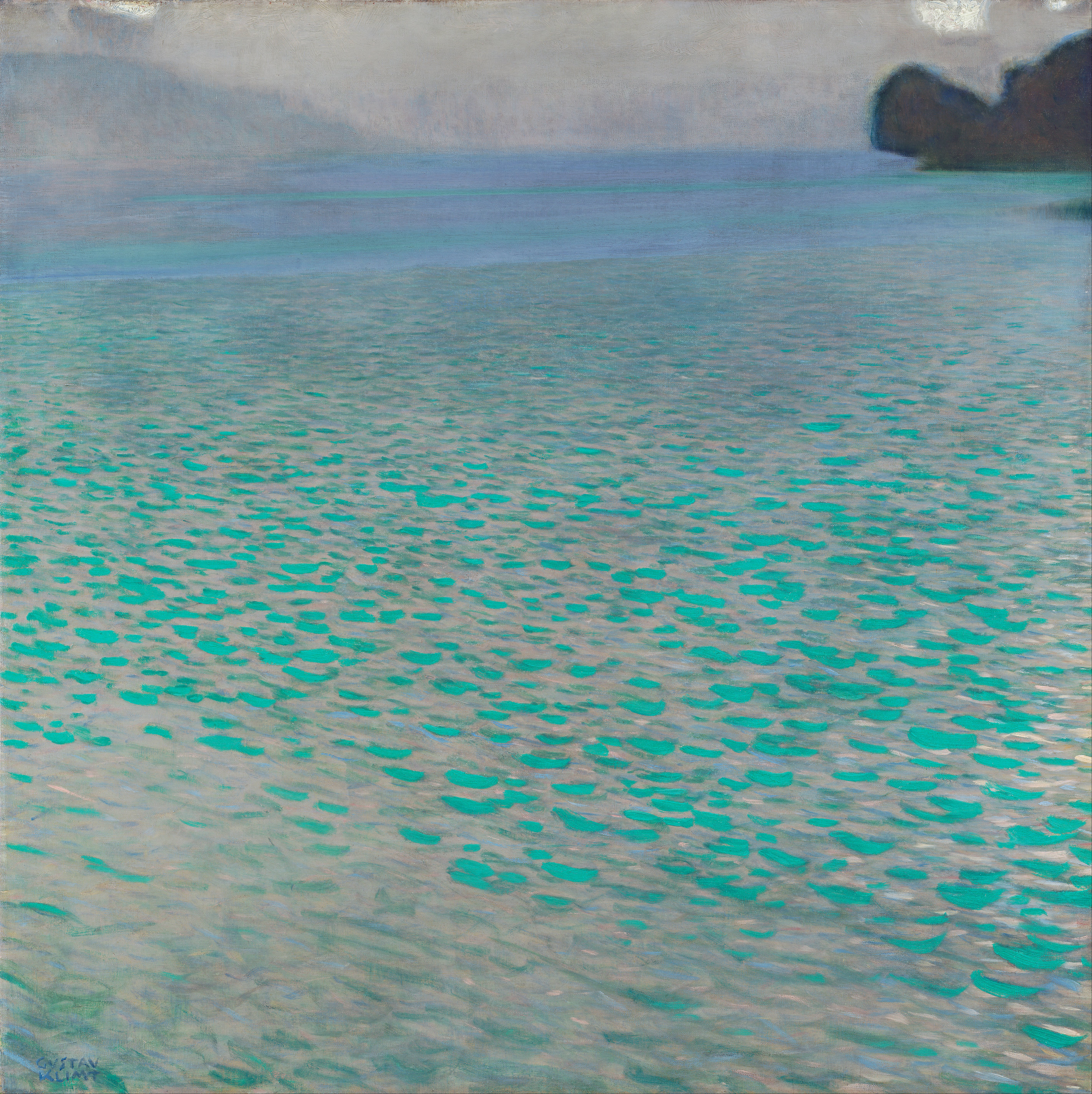
Quadre del pintor austríac Gustav Klimt titulat Attersee, 1900